# مالبي
مالبي هو ميناء طبيعي في منطقة أودوبي في كارناتاكا ، الهند.  يقع عند مصب نهر مالبي على بعد حوالي 6 كيلومترات إلى الغرب من أودوبي ، وهو ميناء مهم وميناء صيد رئيسي على ساحل كارناتاكا.   ترتبط مدينة مالبي إلى حد كبير بمستوطنات مجتمع صيادي موجافيرا . مالبي هي مركز لسكان موغافيرا وبيلافا المسيحيين والمسلمين .

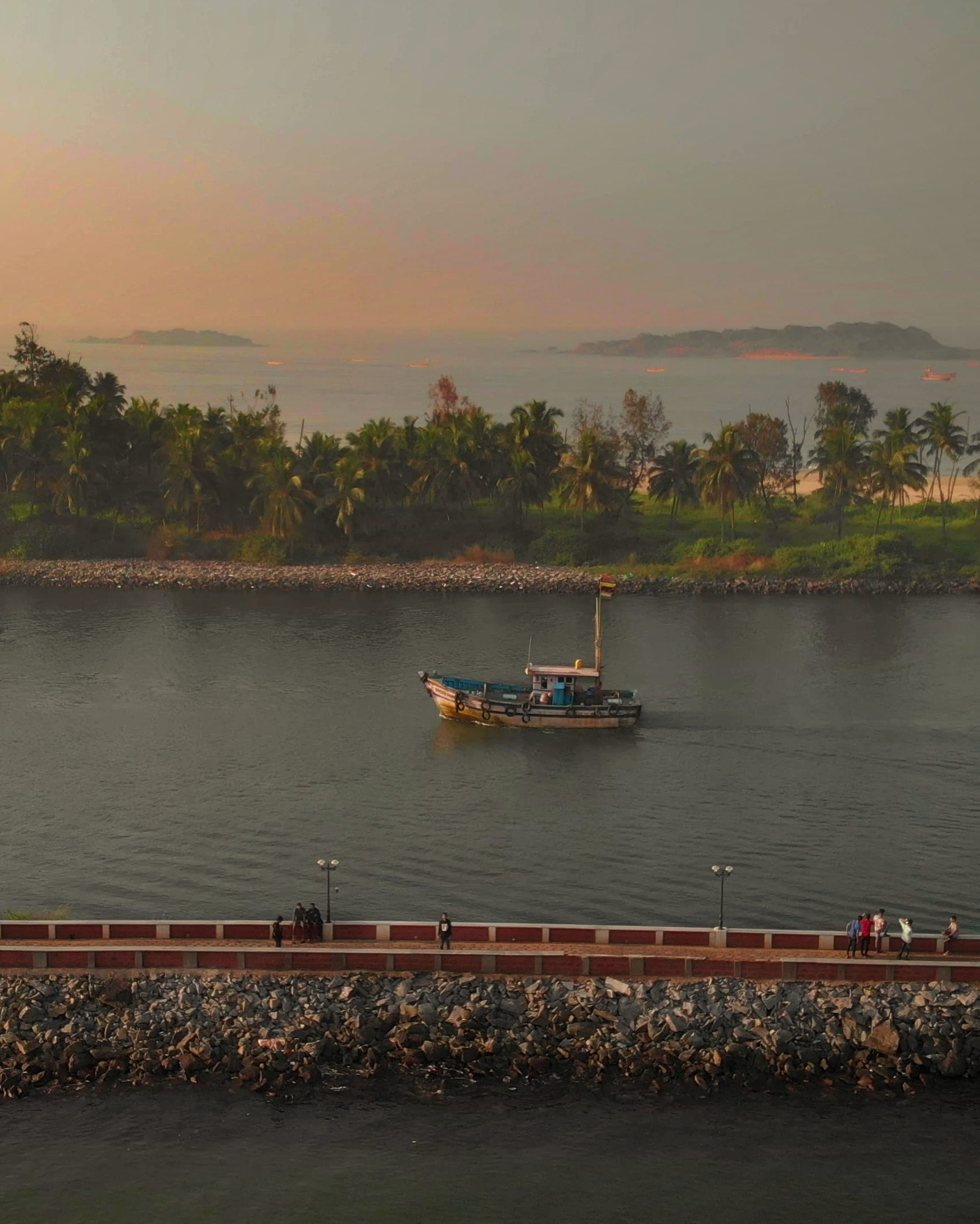
المشي على بحر مالبي

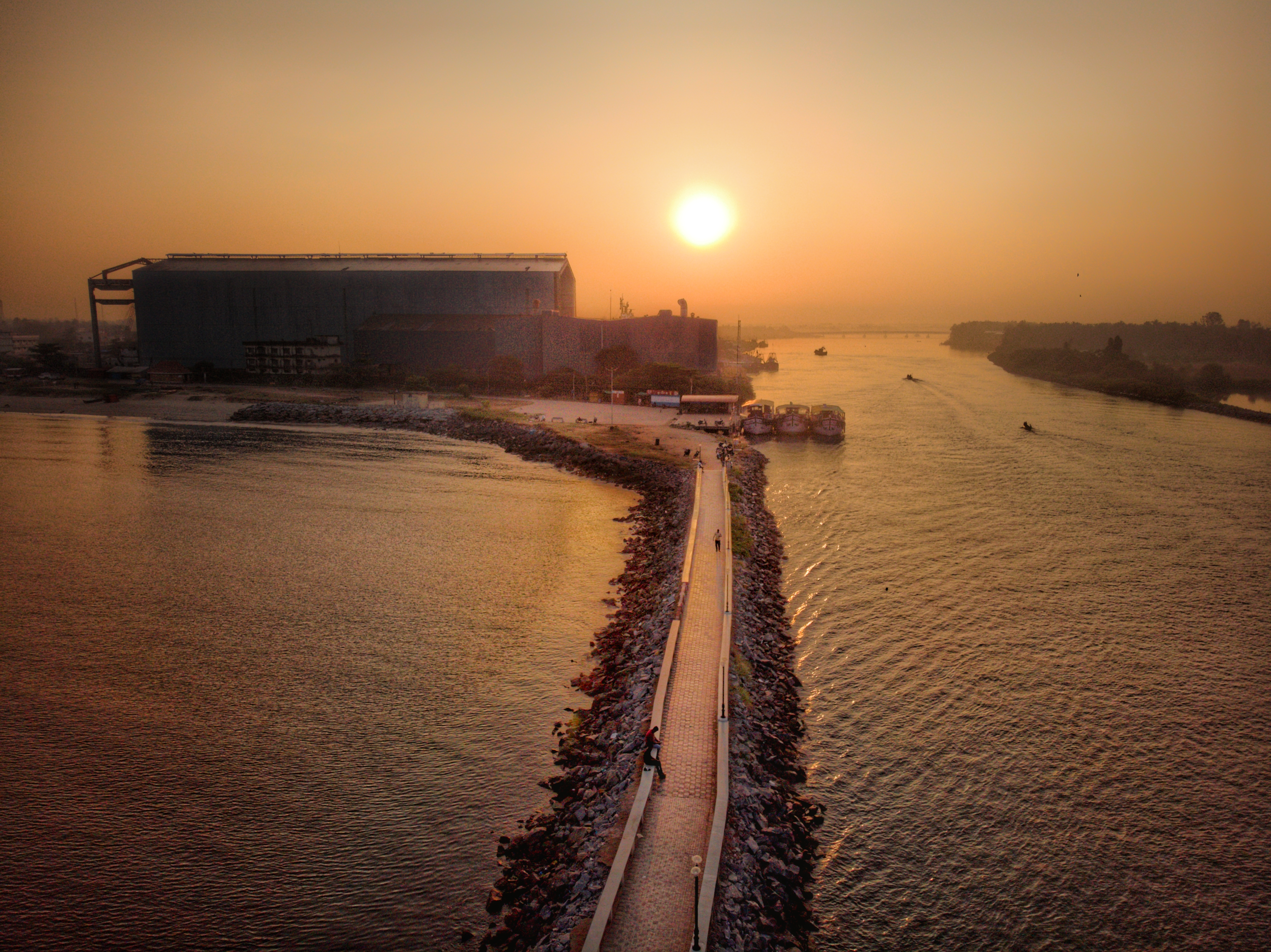
غروب الشمس على شاطئ مالبي

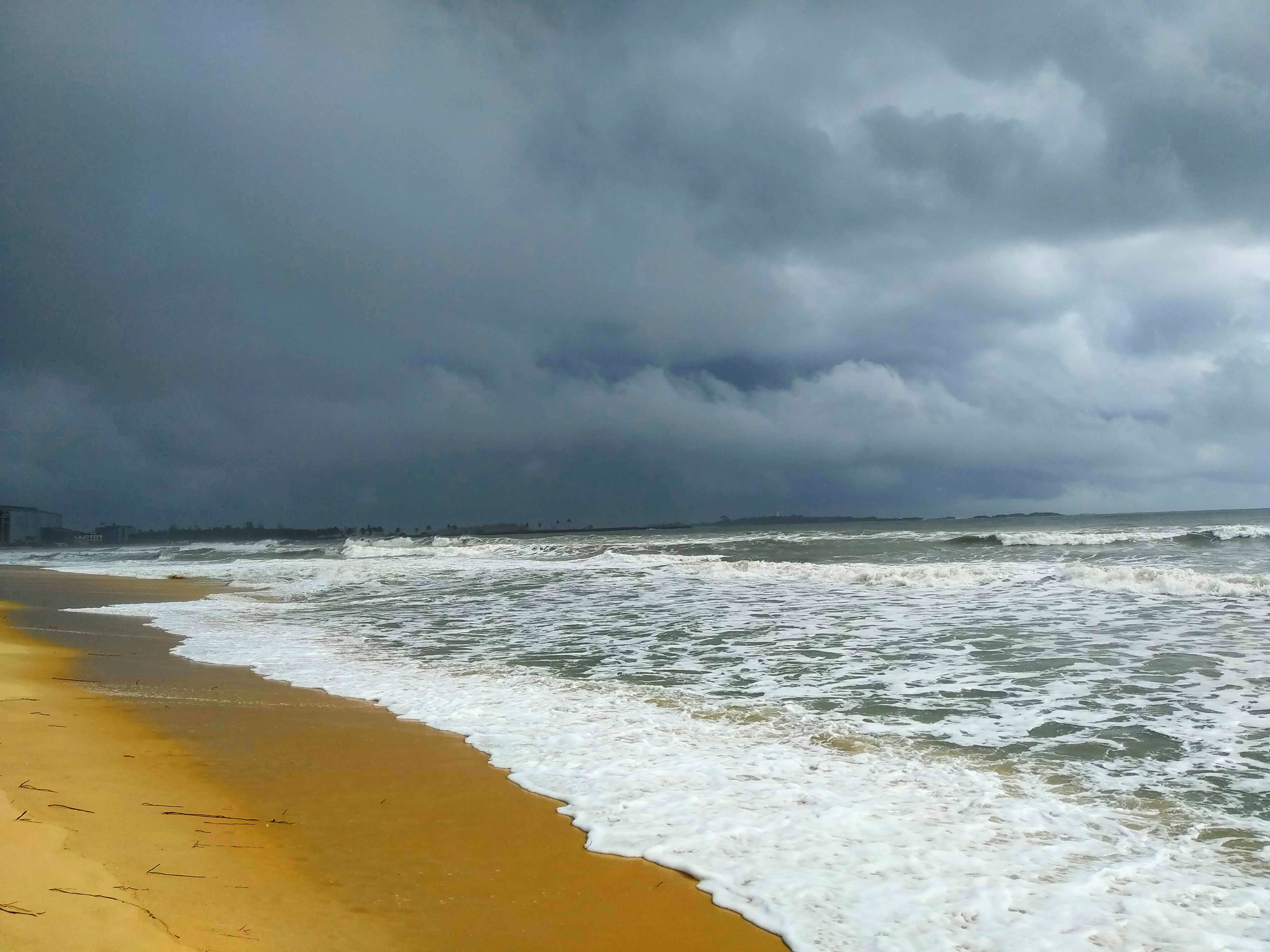
منظر لشاطئ مالبي

## تاريخ
هو ميناء بحري قديم ، حيث كان تتم من خلاله التجارة بين تولوفا والعالم الغربي.  :107وقد تم ذكر مالبي في القرن الثاني الميلادي من قبل الجغرافي اليوناني بطليموس.  تم ذكر الموقع أيضًا في مهزلة يونانية قديمة وجدت مكتوبة على ورق البردي من القرن الثاني أو ما قبله، ونشرت في العصر الحديث في برديات أوكسيرينخوس الجزء الثالث. 